# ديفيد جي. سيمونز
ديفيد جي. سيمونز (بالإنجليزية: David G. Simons)‏ هو ضابط أمريكي، ولد في 7 يونيو 1922، وتوفي في 5 أبريل 2010.

## وصلات خارجية
- ديفيد جي. سيمونز على موقع مونزينجر (الألمانية)